# NGC 52
NGC 52 je galaksija u zviježđu Pegaz.

## Vanjske poveznice
- SEDS: NGC 0052